# Інші дні, інші очі
Інші дні, інші очі (англ. Other Days, Other Eyes) — науково-фантастичний роман Боба Шоу, вперше опублікований у 1972 році. У романі «Інші дні, інші очі» найяскравіше проявився талант Шоу як «майстра єдиного фантастичного припущення». Бобові Шоу вдалося за допомогою лише одного фантастичного винаходу — «повільного скла» — перевернути шкереберть весь звичний уклад людського світу. Але роман містить також іншу, не менш важливу, сюжетну лінію — міжособистісні стосунки подружжя Елбана і Естер Гаррод, між якими зростає емоційна прірва, що зрештою не може закінчитися добре.

## Сюжет
Інженер-хімік Елбан Гаррод — власник  фірми, що розробляє надміцне скло для літальних апаратів. Винайдений матеріал — термогард — якнайкраще відповідає вимогам, але його природа не до кінця зрозуміла навіть винахіднику: маючи кристалічну структуру, термогард навіть не повинен бути прозорим! Проте, новий матеріал вже використовується для виготовлення лобового скла однієї моделі спорткарів, а також встановлений на ілюмінатори «Аврори» — пасажирського гіперзвукового літака. Після початку виробництва спорткари з термогардом стали часто потрапляти в аварії. Під час першого випробувального польоту з термогардовими ілюмінаторами «Аврора» зазнає катастрофи при посадці.
Гаррод вивчає матеріал і дізнається про його ключову особливість: світло через термогард проходить із затримкою, через що пілоти «Аврори» та водії автомобілів помилково оцінюють відстань та навколишню обстановку. В результаті експериментів Гаррод отримує пластинку «повільного скла товщиною 11 світлових секунд». Він вирішив поділитися цим відкриттям зі своєю дружиною — Естер, з якою одружений вже 2 роки, проте наштовхується на глуху стіну нерозуміння. Естер вважає нікчемним «скло для вітрового скла, яке не годиться для вітрового скла». Гаррода це не зупиняє, він налаштований продовжувати експерименти з термогардом всупереч волі дружини, яка відчуває себе повновладною господаркою життя і фінансів чоловіка, нагадавши, що фірма Гаррода побудована на гроші її батька — Бойда Лівінгстона — і вона не дозволить витрачати гроші на казна що. Проте, Гаррод готовий до такого перебігу подій: заздалегідь продавши кілька другорядних патентів, він вже одержав 5 млн. доларів, розплатився з тестем і повністю вийшов з-під фінансового диктату дружини.
Минуло дев’ять років. Гарродів бізнес виріс настільки, що його фірма має багатомільярдні контракти з урядом, а сам Елбан Гаррод літає країною власним реактивним літаком. Його стосунки з дружиною анітрохи не налагодилися. Гаррод думав про розлучення, проте «ані недоліки теперішнього шлюбу, ані переваги нового не були достатньо вагомі». За ці 9 років ретардит — саме таку назву отримало «повільне скло» — став важливим матеріалом і, звичайно, перспективною розробкою зацікавилися військові та спецслужби. Шпигунські мікрокамери зникли, не витримавши конкуренції з ретардитом. Дрібненький кристал, встановлений у потрібному місці, міг тижнями збирати конфіденційну і таємну інформацію, яку згодом можна було продивитися при збільшенні. Усі важливі зустрічі стали проводитися або у «посвідченому приміщенні» або у повній темряві, а таємні документи друкуються переважно шрифтом Брайля.
Прибувши до Вашингтона на планову зустріч з генералом Джоном Маннхеймом, Гаррод знайомиться зі співробітницею секретаріату міністерства оборони Джейн Уейсон, і втрачає спокій: він хоче з нею познайомитись, але Джейн, схоже, не має зацікавленості у цьому.
Після повернення додому, де Естер у своїй звичній манері продовжує йому дошкуляти, Гаррод нарешті завів розмову про розлучення. Естер — категорично проти, розуміючи, що трапилася неабияка подія, яка підштовхнула Елбана до такого кроку. Переглядаючи папери з повідомленнями, Гаррод бачить новину від одного з керівників лабораторії: можна досягнути емісії ретардиту, тобто прискорити вивільнення зображення з кристалічної структури матеріалу! До цього часу на швидкість вивільнення зображення вплинути не вдавалося: воно просто знищувалося. В лабораторії прилади, що фіксували проходження випромінення через ретарит, раптом показали експоненціальний ріст швидкості, а за кілька секунд ретардит видав потужний спалах світла. Лише завдяки реакції Гаррода ніхто не постраждав.
Приїхавши додому, Гаррод дізнається новину: його тесть заарештований за підозрою у вбивстві. Бойд Лівінгстон їхав автівкою з партійного заходу, коли йому стало зле. Він встиг зупинити машину біля тротуару, але вже за кілька хвилин  його знаходять за кермом машини, а поблизу — мертвого чоловіка, який загинув від зіткнення з Лівінгстоновим «Лінкольном». В крові водія виявлений наркотик, і хоча самого моменту удару ніхто не бачив, опосередковані докази свідчать проти Бойда Лівінгстона. Проблема ще й у тому, що пригода сталася на вулиці «товстосумів», які відмовляються встановлювати біля своїх будинків освітлювальні панелі з ретардиту — тобто довести невинуватість тестя всупереч думці поліції Гарроду необхідно іншим шляхом. Він викупив панелі зі склоландшафтами, що могли б підказати справжній перебіг подій і у домашній лабораторії експериментує з ретардитом, намагаючись досягти керованої емісії — прискорювати або сповільнювати відтворення зображення ретардитом. Раптом у розмові з Тео Макфарлейном промайнула ідея, що нема дії без протидії: ефект буде однаковий коли автомобіль ударяє людину і коли людина — автомобіль.
Тим часом Естер всупереч забороні чоловіка та користуючись його відсутністю входить до домашньої лабораторії, почувши незрозумілий звук, який подавала апаратура. На щастя, Естер телефонує Гарродові та повідомляє, що вона в лабораторії. Розуміючи, що далі можна чекати спалах неймовірної сили, Гаррод змушує дружину вийти з лабораторії — буквально за кілька секунд до спалаху, який знищив усі кольори в лабораторії. Але відразу після цього Естер знову входить до лабораторії і потрапляє під новий емісійний спалах іншого зразку ретардиту, внаслідок чого сліпне через власну надмірну цікавість та самовпевненість.
Медицина виявилася безсилою повернути зір Естер, але вона напрочуд стійко перенесла цю новину. Вдома Естер багато часу проводить просто мовчазно сидячи в кріслі, змушуючи Елбана сидіти поруч або «дивиться» разом з чоловіком телепередачі, потребуючи його коментарів та перетворивши чоловіка на доглядальницю. Таким чином Естер мстилася чоловікові за свою сліпоту, маніпулюючи ним і постійно зрощуючи в його свідомості комплекс провини за власне каліцтво.
Не минуло й трьох місяців, як Тео Макфарлейн досяг керованої емісії світла ретардитом. Проблема, над якою працювали лабораторії всього світу, була вирішена. Проте, наукова радість Тео була трохи затьмарена і у розмові з Гарродом він висловив дуже слушну думку: «Я щойно зрозумів, що ніколи більше не буду дійсно на самоті». Процес зміни суспільства ретардитом став незворотнім.
Промайнув ще один рік, протягом якого Гаррод через постійне почуття провини кожен вечір проводив з Естер. Характер Естер за цей час не змінився, вона продовжує психологічно тиснути на Елбана, використовуючи свою сліпоту як інструмент для маніпуляцій. Доктор Х'юберт запропонував скористатися останніми досягненнями медичної науки: для Естер були виготовлені ретардитові диски, які давали зображення в уражені очі. Щоправда, день, який бачитиме Естер, завжди буде вчорашнім. Але винахідливій жінці не потрібні ані екзотичні куточки Землі, ані прекрасні пейзажі. Її вимога проста і витончена, як і її помста чоловікові: Естер змушує Елбана постійно носити на собі диски, щоб дружина наступного дня могла бачити кожен крок чоловіка. Навіть більше: відтепер разом з Естер Гаррод постійно змушений жити у вчорашньому дні — дивитися вчорашні телепередачі і вчорашні, вже нікому не потрібні, новини.
На одному з численних шосе штату Мен був убитий сенатор Джері Уескотт: під час поїздки його машина була спалена пострілом з лазерної гармати. Від автівки лишилася калюжа оплавленого металу. До Гаррода звернувся начальник поліцейського управління штату Мен з надто вже наполегливим проханням допомогти у проведенні розслідування, посилаючись на потребу аналізу нібито знайдених серед решток машини шматочків ретардиту. Вважаючи, що сенсу у цьому немає, Гаррод усе ж погоджується. Під час перельоту до міста Огасті, біля якого скоєне вбивство, пілот Лу Неш помічає літак, який ніби обприскує посіви. Лу Неш здивований: це вже втретє за місяць, причому обприскування ведеться з надто великої висоти і припиняється, щойно в полі зору з’являється інший літак. Несподівано йому телефонує Чарльз Менстон — начальник PR-відділу — з новиною, що усі ранкові газети вийшли зі статтями про участь Гаррода у розслідуванні та про новий спосіб одержання зображення з оплавленого або розбитого ретардиту. Гаррод відчуває, що його використовують для прикриття якоїсь спецоперації. Ці здогадки підтвердив полковник Джон Маннхейм, якого теж залучили до «розслідування». Несподівано біля полковника з'являється секретарка, в якій Елбан упізнав ту ж сяючу красуню зі сріблястими губами; помітила й вона його і поглядом дала зрозуміти, що не забула їхньої минулої зустрічі.
Гаррод, майже весь вільний час якого забирала Естер, вперше в Огасті дізнався про існування «Ліги захисту приватного життя», члени якої постійно нищать освітлювальні панелі з ретардиту та пейзажні вікна. Новиною для нього також стало падіння попиту на пейзажні вікна, а на шляху до місця вбивства сенатора компанія зустріла туристичний комплекс з рекламою: «Пагорби Медового Місяця — сто акрів безтурботної землі. Гарантується повна відсутність ретардиту».
З новин Гаррод дізнається про страйк працівників пошти, через що змушений доправляти диски Естер особистим літаком. Але для цього їх потрібно знімати о 18 годині. Користуючись нагодою, коли він не носить «очі Естер», Елбан зустрічається з полковником Джоном Маннхеймом та, звичайно, його секретаркою Джейн. Полковник залишає Джейн та Елбана удвох у барі готелю.  У розмові з Джейн підозри Гаррода підтвердилися: так зване «розслідування» — лише димова завіса для справжнього джерела інформації про вбивцю, але спецслужби не бажають розкривати його. Елбан і Джейн проводять разом ніч.
Наступного ранку Елбан приймає кілька важливих рішень. Він надсилає Естер недвозначне повідомлення, що між ними усе скінчено і маніпулювати Елбаном вона більше не буде: він йде від Естер. Крім того, Гаррод висуває ультиматум шефові поліції штату Побджою: або йому дають повну інформацію про вбивство та методи, якими вона одержана, або він розвінчує в пресі повідомлення про «новий метод» дослідження ретардиту. Побджой практично підтверджує здогадку Гаррода, проте подробиць, схоже, не знає і сам. Гаррод залишається в Огасті аби провести власне розслідування та знайти докази проти відомих злочинців, але вже законними методами. А також — аби ще побути поруч з Джейн. Зрештою, Елбан Гаррод зумів практично самотужки розкрити цей злочин протягом однієї доби.
Наступного дня прилетіла Естер. На дисках, які носив Елбан у перший день в Огасті Естер побачила Джейн під час обіду «слідчої групи» в готелі і з одного погляду на Джейн упізнала в ній свою суперницю. Під час важкої розмови в номер Елбана увійшла Джейн повідомити, що вони з полковником Маннхеймом залишають Огасту. Гаррод намагається її утримати, але Джейн розсерджено йде геть. Думки Елбана Гаррода метушаться між розмовою з жінками та подіями останніх днів. Елбан Гаррод складає докупи усі пазли: неймовірні за обсягами урядові замовлення на ретардитовий пил, поля, що світяться вночі, літаки, що «обприскують» поля, джерело інформації про вбивцю сенатора, яке Гарроду так і не відкрили… Гаррод прозріває: всю країну засипають ретардитовим пилом! 
|  | «Віднині, — пролунав мовчазний крик у голові Гаррода, — будь-яка людина, будь-яка організація, маючи необхідні прилади, зможе дізнатися УСЕ про УСІХ! Планета перетвориться на одне гіганське невсипне око, яке бачить усе, що рухається її поверхнею. Ми усі упіймані під срібний ковпак і задихаємось, наче комахи в пробірці ентомолога». Секунди спливали одна за іншою, він не усвідомлював нічого, окрім громових ударів крові у скронях. «І це усе зробив… Я!» |

Усвідомивши, що його винахід може стати його ж прокляттям, Елбан Гаррод тут, у номері готелю, прийняв найважливіші рішення в своєму житті, в якому назавжди тепер будуть Джейн і «повільне скло».

### Відблиски
«Відблиски» — короткі оповідання, вплетені у канву роману — напряму не пов'язані з головними героями, проте, на двох прикладах Боб Шоу показав долі багатьох людей, чиє життя змінило «повільне скло».

### Відблиск першій. Світло інших днів.
Містер і місіс Гарленд нещодавно одружилися, проте їхні відносини важко назвати ідеальними, а вагітність Селіни (місіс Гарленд) їх навіть погіршила. Містер Гарленд, намагаючись врятувати стосунки, організував спільну поїздку з дружиною на північний захід Шотландії, проте відпочинок, покликаний поліпшити ситуацію, не пішов на користь.
Подорожуючи, вони знаходять віддалену місцевість, де продаються полотна «повільного скла». Люди, що заробляють на панорамних полотнах, тримають їх напроти мальовничих природних куточків протягом багатьох років, так що потім скло роками може радувати власників живим виглядом лісу, річки або океанського узбережжя у міських будинках або на робочих місцях. «Повільне скло» оцінюється за його «товщиною», що відповідає кількості років можливого перегляду краєвиду, а також за «повнотою фази» — суворій відповідності часу доби у зображенні вікна реальному часу.
Залишивши машину, подружжя йдуть стежкою, звідки бачать скляні панелі у рамах, встановлені перед затокою Лох-Лінн. Гарленди зустрічають містера Хагана, який сидить на низенькому паркані перед його кам'яним будинком і дивиться на вікно будинку. Всередині, через вікно, вони бачать молоду жінку, припускаючи, що це місіс Хаган, а згодом — і маленького хлопчика. Хаган приносить з дому плед, щоб Селіна могла зручніше сидіти на паркані. Жінка та хлопчик не помічають Гарлендів через вікно, через що останні припускають, що жінка та хлопчик — незрячі. Селіна також зауважує, що одяг місіс Хаган відстав від моди.
Містер Гарленд домовляється щодо ціни панелі «повільного скла» і Хаган йде запаковувати панель. Тим часом починається дощ і Гарленди ховаються під навісом. Селіна невдоволено зауважує, що містер Хаган не надто гостинний: не запросив їх до будинку. Раптом Селіна згадує, що плед лишився під дощем. Імпульсивно вона вирішує занести плед до будинку, але коли вона відчиняє двері, бачить не ту чистеньку світлу оселю, де живе Хаган з дружиною і дитиною і яку вона бачила у вікні, а захаращене, незатишне помешкання старого самотнього чоловіка… Гарленди розуміють, що мимоволі стали свідками неймовірної трагедії, що молодої жінки та дитини вже давно нема серед живих, і лише повільне скло поступово віддає їх образи, заховані в бездушному кристалі, день за днем прокручуючи життя, якого вже нема... Коли пара виходить з купленою пейзажною панеллю, Хаган промовляє: «Я ні у чому не винен. Їх обох збила вантажівка шість років тому. Водій був п’яний. Моєму синові щойно виповнилося сім. Я маю право зберегти принаймні щось».
Містер Гарленд, спускаючись до залишеної внизу автівки, відчуває, що їх з дружиною стосунки якось враз переросли усі дрібні чвари. Гарленд обертається до будинку і бачить Хагана, який сидить під дощем на своєму звичайному місці, дивлячись у світле вікно спорожнілого будинку.

### Відблиск другий. Тягар доказу.
Суддя Кеннет Харпур приходить до поліцейського відділку, у підвалі якого під охороною та під пильним оком телекамер стоїть ретардитова панель. Суддя дуже нервує, його стенокардія постійно дає себе знати, і не дивно: скоро ретардитова панель, яку так ретельно охороняє поліція, покаже події, які відбулися на місці злочину п’ять років тому і тоді усі сумніви щодо винесеного у справі Реддола вироку відпадуть. Охорона «панелі-свідка» була необхідна, аби якийсь псих або родич підозрюваного не знищив її «лоскотачем» — нескладним приладом, що порушує кристалічну структуру ретардиту та стирає зображення.
П’ять років тому на майданчику біля будинку сталося подвійне вбивство. Підозрюваний один — Еван Реддол, але усі докази проти нього — непрямі. Його бачили поблизу місця злочину, він «загубив» куртку, в якій ходив напередодні, але прямих доказів або свідків не було. Експерти також виявилися безсилими.  Керуючись наявними непрямими доказами, суддя Харпур визнав Евана Реддола винним та присудив до страти на електричному стільці. Проте, захист Реддола наполягав на тому, що не були враховані «природні сумніви», оскільки свідків злочину нема, а показати місце злочину зможе лише п’ятирічна ретардитова панель з вікна Беннетів. Суддя лишився непохитним, зважаючи, що прецедент з Реддолом дасть можливість злочинцям використовувати власний 50-річний ретардит для відтермінування винесення вироку. Вирок був виконаний через 2 роки після скоєння злочину, але суспільство так і не було остаточно переконане, чи справедливий вирок виніс «залізний суддя» Евану Реддолу. Очікуючи розв’язки, суддя Харпур переживає сильні емоції: він сам не має стовідсоткової впевненості у вині саме Реддола, і водночас страждає від сильної стенокардії, яка доповнює емоційні переживання.
Зрештою, в присутності журналістів, адвокатів, посадових осіб поліції та під прицілом відеокамер ретардит дав свої безпристрасні свідчення…

## Проблематика твору
Це історія про «повільне скло», винахід, який насправді зачіпає практично усі аспекти життя людського соціуму. Протягом кількох років ретардит пройшов шлях від кумедної іграшки до модного «гаджету», далі він став універсальним інструментом, що використовується в енергетиці, в медицині, в будівництві, як доказ в юриспруденції, зрештою — у збройних силах. Але по-справжньому повсюдним ретардит став завдяки уряду та спецслужбам, які мають талант будь-який винахід використати на користь собі, нехтуючи правами та волею громадян.
Це також драматична історія про подружні стосунки, в яких немає взаєморозуміння, кохання, а головне — взаємоповаги. Небагато є науково-фантастичних творів, у яких з  такою ретельністю та рельєфністю зображені психологічні портрети головних героїв. Естер Гаррод, мабуть, найнещасніший і водночас — суцільно негативний персонаж. На її прикладі Шоу демонструє безперспективність стосунків, в яких дружина не виконує головної ролі у своєму житті: бути підтримкою свого чоловіка та матір'ю його дітей. Про причини бездітності шлюбу Гарродів в романі ані слова — автор змушує здогадуватися читача самостійно.
І, зрештою, центральне питання роману — чи готове людське суспільство до цілковитої відкритості у прямому розумінні цього слова: не соромитися своїх тіл, дій та стосунків.

## Персонажі
- Елбан Гаррод — головний герой, інженер, винахідник «повільного скла».
- Естер Гаррод — дружина Елбана Гаррода. Аристократка, жінка досить стервозної вдачі. Через власну самовпевненість з нею стався нещасний випадок, внаслідок якого вона втратила зір. Проте, навіть каліцтво не змінило її на краще. Один з найяскравіших персонажів роману.
- Бойд Лівінгстон — батько Естер. У досить зрілому віці вирішив балотуватися на місцевих виборах від Республіканської партії. Через непримиренну позицію щодо грального бізнесу був підставлений та звинувачений у вбивстві через необачність.
- Тео Макфарлейн — співробітник лабораторії фірми Гаррода; вони друзі ще з коледжу. Відзначається своєрідним почуттям гумору: придумує афоризми, присвячені науковцям та їх відкриттям, ніби знамениті науковці — учні в класі перед вчителем, що намагається «привести усіх бешкетників до ладу». «Ейнштейн, визначся!», «А ти усе не змінюєшся, Планк?», «Облиш у спокої цей пояс, Ван Ален!», «Не метушись, Броун!».
- Джейн Уейсон — працівниця секретаріату Міністерства оборони, молода жінка азійського походження, до якої у Елбана Гаррода виникли романтичні почуття.
- Джон Маннхейм — полковник армії США, в чиєму підпорядкуванні перебуває Джейн Уейсон.

## Додаткові факти
«Інші дні, інші очі» (англ. Other Days, Other Eyes, 1972) — другий роман Боба Шоу, що зачіпає теми оптики і втрати зору. У ранішому його творі — романі «Нічна прогулянка» (1967) — головний герой також незрячий.
Частина «Відблиск перший. Світло інших днів» у романі «Інші дні, інші очі» є окремою незалежною історією молодого подружжя, поєднаною з основним твором темою «повільного скла». Ця історія, в якій Боб Шоу вперше «озвучив» ідею «повільного скла»,  була написана у 1966 році для конкурсу наукової фантастики та опублікована під назвою «Світло інших днів» (англ. Light of Other Days). У 1967 році це оповідання було номіноване на премію «Неб'юла» та вийшло у фінал премії «Г'юго», проте, нагороди дістали твори інших авторів.

## Нагороди та номінації
Роман «Інші дні, інші очі» Боба Шоу у 1973 році був номінований на премією «Локус» за найкращий фантастичний роман, проте лауреатом визнано роман Айзека Азімова «Навіть боги».
Оповідання «Світло інших днів», що пізніше увійшло до роману «Інші дні, інші очі», у 1967 році було номіноване на премію «Неб'юла» та увійшло до фіналістів премії «Г’юго».